# 平親国
平 親国（たいら の ちかくに、旧字体：平󠄁 親國）は、平安時代後期から鎌倉時代前期にかけての公卿。桓武平氏高棟流、中納言・平親宗の長男。官位は従三位・非参議。

## 経歴
嘉応2年12月（1171年2月）従五位下・伊賀守に叙任されるが、ほどなくして阿波守に遷任。安元2年12月（1177年1月）従五位上に叙せられ、安元3年（1177年）には加賀守に任ぜられた。
治承3年（1179年）に平清盛による治承三年の政変により後白河上皇の側近である父と共に解官される。養和元年11月（1182年1月）治部大輔に復任し、寿永元年12月（1183年1月）勘解由次官に任ぜられた。寿永2年（1183年）正五位下に叙せられ、文治6年（1190年）には五位蔵人に補任。建久6年（1195年）権右中弁次いで右中弁に進み、建久9年（1198年）に皇后宮大進を兼任して範子内親王に仕える。また、同年左少弁に転じた。
建仁元年（1201年）従四位下・右中弁に叙任。建仁2年（1202年）には修理右宮城使を兼ね、建仁3年（1203年）従四位上に昇叙。建仁4年（1204年）に正四位下に叙せられて、皇后宮亮を転任。さらには蔵人頭に補任された。建永元年（1206年）10月、従三位に叙せられて公卿に列すが、承元2年（1208年）1月7日薨去。享年44。散位であることを憂えて心肝を砕いたあまり、遂には死に至ったという。

## 官歴
※以下、『公卿補任』の記載に従う。
- 嘉応2年12月29日（1171年2月5日）：従五位下に叙し、伊賀守に任ず。
- 嘉応3年（1171年）正月19日：阿波守に遷る。
- 承安5年（1175年）正月-日：阿波守重任。
- 安元2年12月5日（1177年1月6日）：従五位上に叙す。
- 安元3年（1177年）6月28日：加賀守に任ず。
- 治承3年（1179年）11月：解官(治承三年の政変)。
- 養和元年11月28日（1182年1月4日）：治部大輔に任ず。
- 寿永元年12月7日（1183年1月2日）：勘解由次官に任ず。
- 寿永2年（1183年）正月5日：正五位下に叙す。
- 文治6年（1190年）正月24日：五位蔵人に補す。
- 建久6年（1195年）
  - 11月12日：権右中弁に任ず。
  - 12月9日（1196年1月10日）：右少弁に転じ、蔵人を止む。
- 建久9年（1198年）
  - 3月5日：皇后宮大進を兼ぬ。
  - 12月9日（1199年1月7日）：左少弁に転ず。
- 正治元年（1199年）7月17日：服解(父)。9月23日：復任。
- 建仁元年（1201年）
  - 8月19日：右中弁に転ず。
  - 12月22日（1202年1月17日）：従四位下に叙す(皇后宮御給)。
- 建仁2年（1202年）閏10月24日：修理右城宮使を兼ぬ。
- 建仁3年（1203年）正月5日：従四位上に叙す。
- 建仁4年（1204年）
  - 正月5日：正四位下に叙す(承明門院御給)。
  - 4月12日：皇后宮亮に遷り、蔵人頭に補す。右中弁を去る。
- 建永元年（1206年）10月20日：従三位に叙す[2]。

## 系譜
- 父：平親宗
- 母：不詳
- 妻：藤原光隆の娘
  - 次男：平有親(1195-1261)
- 生母不明の子女
  - 長男：平惟忠(1187-1263)
  - 男子：平範親